# Слава Се
Слава Се, Ванич (6 квітня 1969, Рига — 19 червня 2021, там само) — псевдоніми латвійського автора В'ячеслава Солдатенка, що писав російською мовою.

## Біографія
Закінчив психологічний факультет Міжнародного інституту практичної психології в Ризі (але не захистився). Короткий час працював психофізіологом в комісії медекспертизи при МВС Латвії. Після закінчення займався інтерпретуванням психологічних тестів в службі з найму персоналу. Незабаром пішов у бізнес-структури, займався маркетингом, був членом ради директорів одного з підприємств.
Слава Се став сантехніком у 2000 році, напередодні першого дня народження старшої доньки, оскільки завод, де він працював маркетологом, контракту в Ризі з ним не продовжив. Зміна професії до розлучення з дружиною, незважаючи на безліч спекуляцій на цю тему, не призвела. Сантехніком він пропрацював майже 10 років. А розлучення відбулося 9 років потому після зміни професії, в 2009 році. Причиною ж для розлучення стало бажання більше присвячувати час собі і своїм творчим переживанням, ніж роботі і двом маленьким донькам.
Час, що приділявся не роботі і сім'ї, а творчому процесу, пізніше окупився. Видавництво «АСТ» запропонувало на підставі нотаток з блогу випустити книгу. Книга писалася майже п'ять років і була випущена скромним тиражем у 3000 примірників. Однак він розійшовся за кілька днів. Після декількох додрукувань тираж першої книги наблизився до 100 тисяч примірників.
У 2010 році також вийшов неофіційний збірник мініатюр, які були в 2010—2011 роках опубліковані в ЖЖ Слави Се під умовною назвою «Жираф».
Через рік, в 2011 році, вийшла друга книга Слави Се — «Єва», перший наклад якої також миттєво розійшовся.
Помер від двосторонньої важкої пневмонії, викликаної коронавірусом, 19 червня 2021.

## Нагороди та премії
- Читацька премія Інтернет-сервісу «Імхонет» в номінації «Улюблені журналісти» (2010).

## Фільмографія

### Сценарист
- 2012 — Джентльмени, удачі!